# Élection présidentielle américaine de 2020 au Texas
L'élection présidentielle américaine de 2020 au Texas a lieu le 3 novembre 2020 comme dans les 50 autres États ainsi que le district de Columbia. Les électeurs texans choisisent des grands-électeurs pour les représenter dans le collège électoral à travers un vote populaire. L'État du Texas possède 38 grands-électeurs.

## Résultats
| Candidats et colistiers  | Candidats et colistiers            | Partis            | Vote populaire | Vote populaire | Grands électeurs |
| Candidats et colistiers  | Candidats et colistiers            | Partis            | Voix           | %              | Grands électeurs |
| ------------------------ | ---------------------------------- | ----------------- | -------------- | -------------- | ---------------- |
|                          | Donald Trump Mike Pence            | Parti républicain | 5 890 000      | 52,1           | 38               |
|                          | Joe Biden Kamala Harris            | Parti démocrate   | 5 259 126      | 46,5           | 0                |
|                          | Jo Jorgensen Spike Cohen           | Parti libertarien | 126 243        | 1,1            | 0                |
|                          | Howie Hawkins Angela Nicole Walker | Parti vert        | 33 396         | 0,3            | 0                |
|                          | Autres candidats                   |                   |                |                |                  |
|                          |                                    |                   |                |                |                  |
| Total                    | Total                              | Total             |                | 100            | 55               |
| Abstention               |                                    |                   |                |                |                  |
| Inscrits / participation |                                    |                   |                |                |                  |